# Острова Октябрята
Острова́ Октября́та — группа из семи островов в архипелаге Земля Франца-Иосифа, Приморский район Архангельской области России.

## Расположение
Расположены в северной части архипелага к северо-востоку от острова Гогенлоэ. Самый южный остров группы лежит всего в 100 метрах от берегов Гогенлоэ, самый северный отдалён от него на 5,5 километра.

## Описание
Состоят из четырёх крупных островов длиной от 1,5 километра до 800 метров и трёх совсем небольших островов длиной менее 100 метров. Два крупнейших острова группы называются Куполок и Малый. На крупнейшем острове находится скала высотой 29 метров, на других особых возвышенностей нет. Все они частично покрыты льдом, на крупных островах — каменистые россыпи.